# Salköveskút, Vas
Salköveskút  este un sat în districtul Szombathely, județul Vas, Ungaria, având o populație de 472 de locuitori (2011). 

## Demografie
Componența etnică a satului Salköveskút
     Maghiari (97,82%)
     Germani (1,46%)
     Bulgari (0,73%)
Componența confesională a satului Salköveskút
     Romano-catolici (66,95%)
     Fără religie (4,03%)
     Reformați (2,12%)
     Luterani (1,91%)
     Necunoscută (25%)
     Alte religii (0,64%)
Conform recensământului din 2011, satul Salköveskút avea 472 de locuitori. Din punct de vedere etnic, majoritatea locuitorilor (97,82%) erau maghiari, cu o minoritate de germani (1,46%).  Din punct de vedere confesional, majoritatea locuitorilor (66,95%) erau romano-catolici, existând și minorități de persoane fără religie (4,03%), reformați (2,12%) și luterani (1,91%). Pentru 25,0% din locuitori nu este cunoscută apartenența confesională.